# Sint-Andreaskerk (Arinsal)
De Sint-Andreaskerk (Catalaans: església de Sant Andreu d'Arinsal) is een kerk in Arinsal in de Andorrese parochie La Massana. De kerk wordt soms abusievelijk Sint-Antoniuskerk genoemd.
De Sint-Andreaskerk dateert uit de 17e eeuw en werd reeds verschillende malen verbouwd. Van 1963 tot 1964 werd ze gerestaureerd onder leiding van de Spaanse architect Cèsar Martinell i Brunet. In het gebouw bevindt zich een bijzonder 18e-eeuws schilderij dat Onze-Lieve-Vrouwe ter Sneeuw afbeeldt.